# مخاطر نظمية
المخاطر النظامية (بالإنجليزية: Systemic Risk)‏ هي المخاطر التي لها تأثير على الاقتصاد ككل ولا تنحصر آثارها في قطاع معين أو عدة قطاعات فقط، فعلى سبيل المثال نشوب حرب أو تغير سعر الفائدة أو دخول منحنى الاقتصاد في فترة كساد، كلها مخاطر لها تأثير مباشر على جميع المتعاملين في الاقتصاد وإن اختلفت درجة التأثر (تخيل الفرق بين تأثير دخول الاقتصاد في كساد على شركات توريد الأغذية وشركات السياحة). ومن المستحيل وقاية الاستثمارات المالية من هذه المخاطر عن طريق التنويع، ولهذا توصف هذه الفئة من المخاطر بالنظامية لأنها تقع على كل المتعاملين في النظام الاقتصادي.

## التنويع والمخاطر النظمية
التنويع Diversification هو أحد الوسائل الأربعة للوقاية من المخاطر الاستثمارية، ولكن أقصى ما يمكن تحقيقه بالتنويع هو الوصول إلى مستوى مخاطرة نظمية مساو لمستوى السوق ككل. وهذه نقطة مهمة حيث يقوم نموذج تقييم الأصول الرأسمالية - وهو أحد الوسائل الأكثر شيوعا في تقييم الاستثمارات - على مبدأ أن المستثمر الرشيد لن يعرض استثماراته لمستوى مخاطر نظمية أعلى من مستوى السوق وبالتالي فسيقوم بتنويع محفظته الاستثمارية ليصل إلى مستوى مماثل لمستوى السوق.

## قياس مستوى المخاطر النظمية
يتم قياس مستوى المخاطر النظمية لاستثمار ما، والذي يرمز له بمعامل بيتا {\displaystyle \beta } عن طريق قياس تقلب هذا الاستثمار بالنسبة لتقلب السوق ككل، وذلك بقسمة التغاير الإحصائي للاستثمار والسوق على التقلب الإحصائي للسوق، أي:
{\displaystyle \beta _{a}={\frac {\mathrm {Cov} (r_{a},r_{m})}{\mathrm {Var} (r_{m})}}}
حيث أن:
| الرمز                                                  | المعنى                                |
| ------------------------------------------------------ | ------------------------------------- |
| {\displaystyle \beta _{a}}                             | معامل بيتا للاستثمار a                |
| {\displaystyle \mathrm {Cov} \left(r_{a},r_{m}\right)} | التغاير الإحصائي للاستثمار a والسوق m |
| {\displaystyle \mathrm {Var} \left(r_{m}\right)}       | تقلب السوق m                          |